# Theodor Soucek
Theodor Soucek (geboren 6. Juli 1919 in Graz; gestorben 2010) war ein österreichischer Rechtsextremist und (Neo-) Nationalsozialist.

## Leben
Öffentliche Bekanntheit erlangte der Grazer Metallwarenhändler vor allem durch seine Aktivitäten in der Nachkriegszeit und seine Rolle in rechtsextremen europäischen Netzwerken. Soucek war bereits ab 1936 Mitglied der NSDAP, ab 1938 auch Mitglied der SA und im Zweiten Weltkrieg Angehöriger der Waffen-SS. In der Nachkriegszeit setzte er sich intensiv für den NS-Untergrund und für die Fluchthilfe von Kriegsverbrechern ein, was ihn in die sogenannte „Soucek-Rössner-Verschwörung“ involvierte, einer der bedeutendsten NS-Untergrundbewegungen im Nachkriegsösterreich. In den 1950er Jahren beteiligte er sich aktiv an der Vernetzung rechtsradikaler Personen und Bewegungen in Europa. In der österreichischen Innenpolitik versuchte er zunächst in der FPÖ Fuß zu fassen, gründete aber 1957 unter dem Deckmantel paneuropäischer Bestrebungen die Partei SORBE (Sozialorganische Ordnungsbewegung Europas), wobei er im Sinne einer „europäischen Völkergemeinschaft“ seiner nationalsozialistischen Haltung ein völkisches Weltbild, Rassismus und Antisemitismus integrierte. Letztendlich wurde die faktisch deutschnationale Partei 1958 verboten und am 16. März 1964 aufgelöst. 1959 wurde er Obmann des „Steiermärkischen Gewerbebundes“. Soucek setze sich schließlich mit über vier Millionen Schilling Schulden nach Pretoria ab, wo er ausgewiesen wurde. In Deutschland und der Schweiz gelang es ihm ebenfalls nicht, sich niederzulassen. Er gelangte über Argentinien nach Spanien und ließ sich in Benalmádena an der Costa del Sol nieder, wo auch der österreichische Neonazi und Holocaust-Leugner Gerd Honsik wohnte. Dort soll Soucek Handbücher zum Untergrundkampf übersetzt haben, die von der SS für den Kampf der Werwolf-Gruppen gegen Ende des Zweiten Weltkrieges verfasst worden waren.